# Elizabeth I (telessérie)
Elizabeth I é uma série de televisão britânico-estadunidense de 2005 dirigido por Tom Hooper, escrito por Nigel Williams e estrelada por Helen Mirren como Elizabeth I da Inglaterra. A série cobre aproximadamente os últimos 24 anos de seu reinado de quase 45 anos. A Parte 1 enfoca os anos finais de seu relacionamento com o Conde de Leicester, interpretado por Jeremy Irons. A Parte 2 enfoca seu relacionamento subsequente com o Conde de Essex, interpretado por Hugh Dancy.
A série foi originalmente transmitida no Reino Unido em dois episódios de duas horas no Channel 4. Mais tarde, foi ao ar na HBO nos Estados Unidos, CBC e TMN no Canadá, ATV em Hong Kong, ABC na Austrália e TVNZ Television One na Nova Zelândia.
A série ganhou o Emmy, Peabody e o Globo de Ouro.